# Stuff (sitio web)
Stuff es un sitio web de noticias de Nueva Zelanda propiedad del conglomerado de periódicos Stuff Ltd (anteriormente llamado Fairfax). Es el sitio web de noticias más popular de Nueva Zelanda, con una audiencia única mensual de más de 2 millones.
Stuff se fundó en 2000 y publica contenido de noticias de última hora, clima, deportes, política, videos, entretenimiento, negocios y vida y estilo de los periódicos de Stuff Ltd, que incluyen el segundo y tercer diario de mayor circulación de Nueva Zelanda, The Post y The Press, y el semanario de mayor circulación, Sunday Star-Times, así como servicios de noticias internacionales.
Stuff ha ganado numerosos premios en los premios de la Asociación de Editores de Periódicos, incluido el de «Mejor sitio web o app de noticias» en 2014 y 2019, y «Sitio web del año» en 2013 y 2018.

## Historia

### Independent Newspapers Ltd, 2000-2003
La antigua empresa de medios neozelandesa Independent Newspapers Ltd (INL), propiedad de News Corp Australia, lanzó Stuff el 27 de junio de 2000 en un cibercafé de Auckland, después de anunciar su intención de publicarse en línea más de un año antes. El desarrollo de Stuff contó con el apoyo de Don Higgins, director de desarrollo corporativo, y Mark Wierzbicki, director comercial fundador de Internet. La agencia de publicidad Saatchi & Saatchi concibió el nombre «Stuff» e INL tuvo que comprar el nombre de dominio a un ciberocupante. En su primer mes, el sitio tuvo 120.000 visitantes únicos. Wierzbicki describió entonces el nombre como el sueño de cualquier redactor, aunque admitió que «no está exento de riesgos, sobre todo si nos metemos en cosas». La puesta en marcha fue construida por un grupo de ingenieros de algunas empresas de tecnología en Wellington liderados por el CTO fundador y gerente de ingeniería Will Everitt y el gerente de proyecto Bill Alp y utilizó una plataforma de software de news.com.au de News Corp Australia.

### Fairfax Media y Nine Entertainment, 2003-2020
El 30 de junio de 2003, INL vendió sus activos editoriales, incluidos The Dominion Post, The Press y el sitio web Stuff, a Fairfax Media.
Fairfax actualizó el sitio web en diciembre de 2006 y nuevamente el 4 de marzo de 2009, agregando a los visitantes la posibilidad de personalizar la página de inicio. El primer servicio de noticias para teléfonos móviles de Stuff comenzó en 2003, en asociación con Vodafone New Zealand. El 21 de abril de 2009, Stuff lanzó un sitio móvil dedicado.

Logotipo antiguo utilizado entre 2016 y 2022.

El 1 de febrero de 2018, la empresa matriz de Stuff cambió su nombre de Fairfax New Zealand Limited a Stuff Limited. En diciembre de 2018, Stuff se fusionó con Nine Entertainment.

### Sinead Boucher, 2020-presente
El 25 de mayo de 2020, Nine Entertainment vendió Stuff y sus participaciones, incluido el sitio web de Stuff, al director ejecutivo de Stuff, Sinead Boucher, por 1 dólar neozelandés, y la transacción se completó el 31 de mayo. Esto marca el regreso de la empresa a la propiedad de Nueva Zelanda.
El 30 de mayo de 2022, Stuff actualizó su logotipo y colores de marca.
El 27 de abril de 2023, Stuff confirmó que lanzaría sitios web independientes basados en suscripción para tres de sus periódicos: The Post, The Press y Waikato Times. Estos sitios web coexistirán con el sitio web de noticias Stuff, que seguirá siendo gratuito.

## Premios y nominaciones
Stuff.co.nz ha ganado numerosos premios en los premios de la Asociación de Editores de Periódicos (actualmente denominados Voyager Media Awards), incluido el de Mejor sitio web o aplicación de noticias en 2014 y 2019, y Sitio web del año en 2013 y 2018.

## Contenido y cobertura
En julio de 2008, durante el juicio de Clayton Weatherston, press.co.nz, una sección subsidiaria de Stuff, publicó accidentalmente el titular Guilty of Murder («Culpable de asesinato») el día antes de que el jurado dictara el veredicto. El artículo fue retirado rápidamente y el editor ejecutivo de Fairfax, Paul Thompson dijo que era un error que «nos tomamos muy en serio».
El 17 de abril de 2013, para celebrar la aprovación del matrimonio entre personas del mismo sexo en Nueva Zelanda, el color del logotipo de Stuff se cambió del negro a los colores asociados con la bandera del orgullo LGBT.
En 2017, el primer pódcast de Stuff, Black Hands, recibió más de 3 millones de descargas y fue el pódcast número uno en cinco países. Stuff también produjo Gone Fishing con Radio New Zealand, que ganó el pódcast del año en los NZ Radio Awards 2019.
En 2018, Stuff lanzó Quick! Save the Planet  para aumentar la cobertura noticiosa sobre el cambio climático en Nueva Zelanda y en 2019 Stuff se unió a la iniciativa internacional Covering Climate Now.

### Stuff Circuit
En 2019, Stuff lanzó una serie documental de periodismo de investigación llamada Stuff Circuit con financiación de New Zealand on Air. Los títulos y temas notables han incluido Big Decision (reforma de la ley del aborto), Life + Limb (la participación militar de Nueva Zelanda en la guerra en Afganistán), False Profit (que se centró en el teórico conspirativo y fundador el Partido Público de Nueva Zelanda, Billy Te Kahika), Deleted (que analizó a empresas neozelandesas presuntamente cómplices de abusos contra los derechos humanos en Xinjiang), Disordered (que se centró en el tratamiento de personas con síndrome de alcoholismo fetal) y Fire and Fury (que analizó la desinformación sobre vacunas y las teorías de conspiración a raíz de las protestas de Wellington de 2022. Los documentales están publicados en el sitio web de Stuff.
En noviembre de 2019, la cobertura del documental Life + Limb de Stuff sobre municiones sin detonar en los campos de tiro de la Fuerza de Defensa de Nueva Zelanda en Afganistán llevó a la primera ministra Jacinda Ardern a ordenar la limpieza de los campos.